# Isabel Campoy
Isabel Campoy (25 de junio de 1946) es una escritora y pedagoga nacida en Alicante, España. Durante toda su carrera promulgó la educación bilingüe en los Estados Unidos.

## Biografía
Francisca Isabel Campoy nació en Alicante, el 25 de junio de 1946. Su padre fue un profesor de inglés y su madre una costurera. Campoy llegó a los Estados Unidos a los 16 años como parte de un intercambio escolar. Durante un año fue estudiante de una secundaria en Trenton, Míchigan. Se graduó en filología inglesa en la Universidad Complutense de Madrid en 1973 y completó cursos de posgrado en la Universidad de Reading. Regresó a los Estados Unidos para adelantar un doctorado en la UCLA. En 1981 emigró permanentemente al país norteamericano donde empezó a trabajar como editora de adquisiciones de lenguajes extranjeros en la editorial Houghton Mifflin Harcourt en Boston. En 2012 la Asociación de Educadores Bilingües de California (CABE) creó el premio "The Isabel Campoy Teachership Award" entregado anualmente en su honor. En 2013 Campoy fue nombrada miembro de la Academia Norteamericana de la Lengua Española. Isabel Campoy reside en San Rafael, California.
La Academia Norteamericana de la Lengua Española en reconocimiento a su labor profesional ha dado su nombre a un premio de literatura infantil.

## Literatura
Sus escritos superan los 150 títulos y abordan gran cantidad de géneros, entre literatura infantil, poesía, programas de lectura y libros sobre pedagogía. Junto a la escritora cubana Alma Flor Ada realizó traducciones al español de obras de escritores como Mo Willems, Gary Soto, Alice Schertle, Audrey Wood, Kathleen Krull, Lois Ehlert, Ellen Stoll Walsh, Mem Fox y Gerald McDermott.

## Premios y distinciones
- Presidenta de la Asociación de Profesionales Españoles en los Estados Unidos (1992-1994)
- Premio "San Francisco Public Library Laureate" (2003)
- Premio "University of San Francisco's Reading the World Award" (2005)
- Premio Ramón Santiago de la Asociación Nacional de Educación Bilingüe (2016)